# 진교 (전한)
진교(陳蟜, ? ~ 기원전 116년) 또는 진융(陳融)은 전한 중기의 제후이다. 개국공신 진영의 증손이며, 경제의 누이 관도장공주의 소생이다.

## 행적
경제 중5년(기원전 145년), 융려후(隆慮侯)에 봉해지고 식읍 15,000호를 받았다.
원정 원년(기원전 116년), 관도장공주의 복상 중 간음을 저지르고, 또 형제 진계수와 재산을 다투기까지 하여 죄를 받았다. 곧 사형 판결을 받았고, 진교는 스스로 목숨을 끊었다. 봉국은 폐지되었다.

## 출전
- 사마천, 《사기》 권18 고조공신후자연표
- 반고, 《한서》 권16 고혜고후문공신표